# افسانه قهرمانی ارسلان (مانگا)
افسانه قهرمانی ارسلان (ژاپنی: アルスラーン戦記 هپبورن: Arusurān Senki, ت.ت. 'دستاوردهای جنگی ارسلان') مجموعه مانگا ژاپنی به تصویرگری هیرومو آراکاواست که بر اساس مجموعه رمانی با همین نام به نویسندگی یوشیکی تاناکا ساخته شده است. این مانگا از ژوئیه ۲۰۱۳ در مجله کودانشا منتشر شد.
یک مجموعه انیمه تلویزیونی ۲۵ قسمتی از روی مانگا توسط لیدن فیلمز و سانزیگن اقتباس شد و از آوریل تا سپتامبر ۲۰۱۵ از ام‌بی‌اس پخش شد. فصل دوم انیمه در ۸ قسمت با عنوان افسانه قهرمان ارسلان: رقص طوفان شن از جولای تا اوت ۲۰۱۶ پخش شد.